# Bredemeyera autranii
Bredemeyera autranii är en jungfrulinsväxtart som beskrevs av Chod.. Bredemeyera autranii ingår i släktet Bredemeyera och familjen jungfrulinsväxter. Utöver nominatformen finns också underarten B. a. obovata.